# Аспара (городище)
Аспара — средневековое городище в Казахстане. Расположено у станции Чолдавар Меркенского района Жамбылской области.
Исследовано Семиреченской археологической экспедицией (в 1938—1940 под рук. А. Н. Бернштама, в 1964—1965 Л. Б. Ерзаковича). Длина разрушенных стен на севере — 245 м, востоке — 300 м, юге — 196 м и на западе — 150 м. Размеры цитадели 190×160 м, высота 15 м. Основная часть города существовала в V—XII веках, а северо-восточная часть построена в XIV—XV веках. Аспара часто упоминается в китайских и арабских источниках (Сюань-Цзян, Ибн Кудама, Ибн Хордадбех) как город, расположенный на Великом Шёлковом пути. Археологические исследования установили, что в конце XIV и в начале XV века здесь находилась стоянка войск эмира Тимура.